# Pavučinec plyšový
Pavučinec plyšový (Cortinarius orellanus) je smrtelně jedovatá houba z čeledi pavučincovitých (Cortinariaceae).

## Synonyma
- Cortinarius rutilans Quél. 1897 – pavučinec červenožlutý
- Dermocybe orellana (Fries 1838) Ricken 1915 – kožnatka plyšová

## Vzhled
Oranžově hnědý až hnědý klobouk má průměr 3 až 8 cm, je sametově plstnatý nebo šupinkatý, zprvu kulovitý, později plochý s vyčnívajícím tupým hrbolem uprostřed, mnohdy nepravidelně zprohýbaný.
Lupeny mladých plodnic jsou šafránově žluté, vcelku řídké a ve stáří tmavnou do rezavě hnědooranžové barvy.
Třeň dorůstá délky 3 až 7, výjimečně až 10 cm a průměru od 1 do 2 cm. Je téměř válcovitý, dole se zužující, hladký, lesklý, plný, vláknitý a pevný, žlutavý, světle okrový až žlutohnědý dole srůstá s třeni dalších plodnic.
Dužina je ve třeni žlutavá, v klobouku až rezavě načervenalá.
Výtrusy jsou elipsovité 8,5–12 × 5,5–7 µm, žluté. Výtrusný prach má rezavě hnědou barvu.

## Výskyt

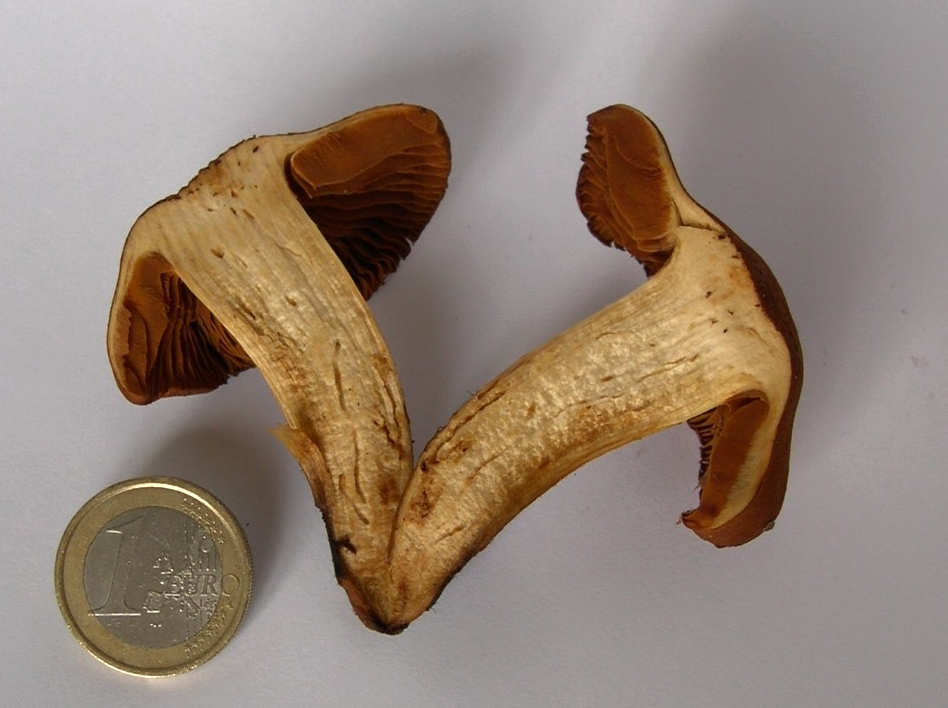
Řez pavučincem plyšovým

Roste v listnatých lesích, zejména pod duby, buky a habry, od července do října. V České republice se vyskytuje poměrně řídce, častější výskyt je v severnějších oblastech Evropy, např. v Polsku a v severním Německu. Je uveden v Červeném seznamu hub České republiky jako ohrožený druh .

## Obsahové látky
- orellanin – komplex asi deseti sloučenin jedovatějších než toxiny muchomůrky zelené.

## Otravy
Příčinou otrav je pyridinový alkaloid orellanin. Otrava je velice zákeřná, neboť se její příznaky objevují nejdříve za 2 dny (a nejpozději za tři týdny) po požití. Pro dlouhou inkubační dobu mnohdy není onemocnění spojováno s konzumací hub. Obecně lze říci, že děti jsou mnohem citlivější, příznaky se u nich objevují v řádu dní a v případě, že obdržely smrtelnou dávku, velice rychle umírají, zatímco u dospělých se příznaky objeví později a mohou bojovat se smrtí týdny až měsíce.
Projevem otravy jsou nejprve poruchy trávení (průjmy a zvracení), které však mohou chybět, zejména pokud byla houba konzumována vícekrát po menších dávkách, později poruchy močení, obvykle v podobě nejprve nadměrného močení, jehož míra plynule klesá k močení naopak nedostatečnému. Vleklá destrukce ledvin těžko rozložitelnými toxiny může nakonec vést až k úplnému zastavení jejich funkce a tudíž k úplné zástavě močení, poškozena mohou být též játra. Otrava často končí smrtí nebo trvalým poškozením ledvin, které vyžaduje pravidelnou dialýzu nebo transplantaci.
V literatuře je popsán případ masové otravy pavučincem plyšovým v Polsku v roce 1952, která postihla 102 osob, z nichž 11 zemřelo.[zdroj?] Podobně nebezpečné jsou i další pavučince, např. severněji rostoucí pavučinec výjimečný (Cortinarius rubellus).

### Otravy v Česku
První publikovaná otrava V Česku proběhla v roce 1977, kdy zemřela dvouletá holčička, která opakovaně snědla polévku z pavučince plyšového. Jejího otce se s obtížemi podařilo zachránit.
Někteří odborníci však tvrdí, že nějaké otravy se přece jen vyskytovat mohou a že zdánlivá absence případů je způsobena tím, že se otrava těžko diagnostikuje a prokazuje (vlastně to nedělá žádná česká laboratoř) a že tedy otravy jsou zařazeny k nespecifikovaným selháním ledvin. V Polsku, kde je výskyt pavučince plyšového podstatně častější a kde mají odborníky na tyto otravy, jsou registrovány desítky případů ročně.

## Záměny
Je zde riziko záměny s jedlými zástupci rodu pavučinec, jejichž sběr se laikům nedoporučuje.

## Taxonomická poznámka
Někteří mykologové rozdělují velmi obsáhlý rod Cortinarius (pavučinec) na více menších rodů. V takovém případě je tato houba řazena do rodu Dermocybe (kožnatka, viz synonyma). Většina mykologů se však přiklání k názoru, že se jedná pouze o podrody.